# Пастушок ефіопський
Пастушок ефіопський (Rougetius rougetii) — вид журавлеподібних птахів родини пастушкових (Rallidae). Мешкає в Ефіопії і Еритреї. Це єдиний представник монотипового роду Ефіопський пастушок (Rougetius).

## Опис
Довжина птаха становить 30 см. Верхня частина тіла рівномірно оливково-коричнева, нижня частина тіла рудувато-коричнева або іржасто-руда, нижні покривні пера хвоста білі. Виду не притаманний статевий диморфізм. Молоді птахи мають дещо блідіше забарвлення. 

## Поширення і екологія
Ефіопські пастушки живуть на високогірних луках Ефіопського нагір'я, поблизу річок і озер, на болотах і на пустищах, порослих лобелією і приворотнем. Зустрічаються на висоті від 1500 до 4100 м над рівнем моря, ведуть осілий спосіб життя.

## Поведінка
Ефіопські пастушки живляться насінням водних рослин, водяними комахами, зокрема жуками, ракоподібними, дрібними равликами і дощовими черв'яками. Сезон розмноження триває з березня по жовтень. Ефіопські пастушки є моногамними птахами, гніздяться в очереті, в кладці від 4 до 5 яєць. Насиджують переважно самиці, за пташенятами доглядають і самиці, і самці. Ефіопські пастушки демонструють колективний догляд за пташенятами.